# Fotografia industrial
La fotografia industrial és l'aplicació de la fotografia al sector empresarial e industrial amb l'objectiu de documentar el procés de desenvolupament d'un producte, el resultat del procés de producció, etc. Es diferencia de la fotografia publicitària per la seva finalitat: la industrial no persegueix tant mostrar el producte atractiu per a la venda, com mostrar-ne la concepció, la producció i el resultat final, o bé la imatge de l'empresa (instal·lacions, cadena de producció, etc.).
La fotografia industrial dona servei als més diversos sectors: el científic, el comerç, l'hostaleria i la restauració, la indústria, les arts gràfiques, etc., amb una gran varietat d'estils i destins finals (imatge corporativa, formació, documentació, divulgació, publicitat, etc.).

## Usos i aplicacions
Una foto industrial pot ser utilitzada en pàgines web, anuncis, informes anuals, futlletons, revistes, etc., i per això és important que la imatge comuniqui el missatge que l'empresa vol transmetre.